# Ann Meyers
Ann Elizabeth Meyers (nacida el 26 de marzo de 1955 en San Diego, California) es una exjugadora de baloncesto y comentarista deportiva estadounidense. Con la selección femenina de baloncesto de EE. UU. logró en los Juegos Olímpicos de Montreal de 1976 la medalla de plata,  en 1979 el Campeonato del Mundo. Meyers es además especialmente conocida por ser en 1979 la primera mujer en firmar un contrato con un equipo de la NBA, el Indiana Pacers y ser la primera mujer en ganar una beca completa de atletismo en la Universidad de California-Los Ángeles (UCLA).
Equipos: 
1. UCLA (Association for Intercollegiate Athletics for Women -AIAW-): 1974-1978
2. New Jersey Gems (Women's Professional Basketball League -WBL-): 1979-1980